# Estadio de Deodoro
El estadio de Deodoro será un estadio exterior provisional para ser construido como parte del parque Deodoro en Río de Janeiro, Brasil. El estadio será anfitrión del rugby 7's como debut Olímpico así como la equitación y secciones combinadas del pentatlón moderno en los juegos Olímpicos. El estadio más tarde servirá como sede del Fútbol 7's en los Juegos Paralímpicos.
El parque Deodoro será anfitrión de cinco competiciones:
- Estadio de Deodoro (Ecuestre - salto), (Tiro - pistola), (Rugby 7's)
- Centro Acuático (200 m libre)
- Arena de la Juventud (Esgrima)

El parque Deodoro de pentatlón es una parte más grande de las sedes Olímpicas que también serán anfitriones del remo, canotaje, hockey sobre hierba, Mountain Bike y BMX, estas últimas competiciones de ciclismo. Las sedes de Mountain Bike, BMX y canotaje están agrupados juntos en el Parque Extremo de Deodoro (o X Parque).